# Hamandžići
Hamandžići su naseljeno mjesto u općini Travnik, Federacija Bosne i Hercegovine, BiH.
Nalazi se sjeverozapadno od Travnika.

## Stanovništvo

### 1991.
Nacionalni sastav stanovništva 1991. godine, bio je sljedeći:
ukupno: 501
- Muslimani - 497
- Srbi - 3
- ostali, neopredijeljeni i nepoznato - 1

### 2013.
Nacionalni sastav stanovništva 2013. godine, bio je sljedeći:
ukupno: 256
- Bošnjaci - 242
- Hrvati - 1
- ostali, neopredijeljeni i nepoznato - 13